# Нидервајлер (Хунсрик)
Нидервајлер (њем. Niederweiler) општина је у њемачкој савезној држави Рајна-Палатинат. Једно је од 134 општинска средишта округа Рајн-Хунсрик. Према процјени из 2010. у општини је живјело 387 становника. Посједује регионалну шифру (AGS) 7140109.

## Географски и демографски подаци
Нидервајлер се налази у савезној држави Рајна-Палатинат у округу Рајн-Хунсрик. Општина се налази на надморској висини од 420 метара. Површина општине износи 4,8 km². У самом мјесту је, према процјени из 2010. године, живјело 387 становника. Просјечна густина становништва износи 80 становника/km².

## Међународна сарадња
| Мјесто     | Држава  | Врста сарадње | Од    |
| ---------- | ------- | ------------- | ----- |
| Миделкерке | Белгија | партнерство   | 1967. |
| Извор      |         |               |       |